# Поліщук Віктор Петрович (вчений)
Поліщук Віктор Петрович (* 1931, Колодисте, Тальнівський район) — доктор сільськогосподарських наук, професор, академік Академії наук вищої школи України.

## Біографія
Закінчив Боярський технікум бджільництва (1951), Українську сільськогосподарську академію (1956).
Після закінчення навчання в аспірантурі з 1961 року працює в Національному університеті біоресурсів і природокористування України на різних посадах: асистент, доцент, завідувач кафедри технології виробництва продукції бджільництва (1988—2000), професор (1990). Засновник підготовки фахівців за спеціалізацією «Бджільництво», розробником навчально-методичних матеріалів з цього напрямку.
У 1996 році обраний академіком Академії наук Вищої школи, отримав Нагороду Ярослава Мудрого АН ВО України (1999), відзначений дипломом «Почесний професор Національного аграрного університету» (нині Національний університет біоресурсів і природокористування України).
Відзначений Мінагрополітики України «Знаком Пошани». За створення внутрішньопородного типу бджіл «Хмельницький» у 2008 році був відзначений дипломом Міністерства аграрної політики України.

## Наукова діяльність
У 1962 року на тему «Нектаропродуктивність і використання фацелії для поліпшення кормової бази бджільництва в умовах Полісся України» захистив дисертацію на здобуття вченого ступеня кандидата сільськогосподарських наук, а в 1988 — докторську: «Наукові основи підвищення комплексної продуктивності бджолиних сімей».
Напрямки наукових досліджень:
- Медоносні ресурси;
- Технологія виробництва продуктів бджільництва;
- Селекція бджіл української породи;
- Розробка й вдосконалення методів підготовки студентів із спеціалізації «Бджільництво».

Підготував 10 кандидатів і одного доктора наук.
Опубліковував 215 праць, з них: 12 — підручників і посібників, 8 — монографій, 15 — методичних розробок, 6 — авторських свідоцтв.
Учасник семи Міжнародних конгресів і симпозіумів Апімондії. Зробив у 2007 році першу наукову доповідь від України на ХХХХ Міжнародному конгресі з бджільництва після набуття нею членства в Апімондії. Член редколегії трьох фахових журналів.

### Серед робіт
- «Системний підхід до розробки схем організації дорожного руху з мінімальним рівнем екологічних характеристик», співавтор Бакуліч Олена Олександрівна, 1992